# Sierakośce
Sierakośce (w latach 1977–1981 Kalinowice) – wieś w Polsce położona w województwie podkarpackim, w powiecie przemyskim, w gminie Fredropol, nad rzeką Wiar.
Miejscowość jest siedzibą rzymskokatolickiej parafii pw. Trójcy Przenajświętszej należącej do dekanatu Kalwaria Pacławska.
W latach 1975–1998 miejscowość administracyjnie należała do województwa przemyskiego.

## Historia
Pierwszy raz wzmiankowana w źródłach pisanych w 1367 r., gdy król Kazimierz Wielki nadał Stefanowi Węgrzynowi dobra rybotyckie wraz z Sierakoścami. W XVII wieku właścicielem wsi był właściciel Krasiczyna Marcin Krasicki. Od 1642 r. właścicielem był sufragan włocławski Mikołaj Krasicki, a po nim kasztelan bełski Aleksander Ludwik Niezabitowski. W latach 30. XX w. tutejszy majątek należał do Mariana Dębickiego. 
W latach 1944–1948 w ZSRR (rejon niżankowicki, obwód drohobycki). W maju 1948, w związku z korektą granicy państwową między Polską a ZSRR, włączone z powrotem do Polski, ale wcześniej wysiedlono z niej ludność ukraińską.

## Zabytki
- Budynek bramny nieistniejącego zamku Krasickich z ok. 1632 roku. W przeszłości posiadał przejazd bramny wsparty masywnymi skarpami[8]. Wokół ślady obronnych wałów ziemnych otaczających zamek, a także resztki parku dworskiego.
- obelisk kamienny z XVIII w.
- figura św. Jana Nepomucena z XVIII w.
- tzw. „mogiła tatarska” na południe od bramy zamkowej – według tradycji grób wodza tatarskiego.
- Kapliczka z XIX w.
- Na cmentarzu obelisk poświęcony Mikołajowi Turowi-Przedrzymirskiemu, oficerowi wojsk polskich z 1831 roku.